# Chorebus crenulatus
Chorebus crenulatus är en stekelart som först beskrevs av Thomson 1895.  Chorebus crenulatus ingår i släktet Chorebus och familjen bracksteklar. Arten är reproducerande i Sverige. Inga underarter finns listade i Catalogue of Life.